# MBC Iraq
MBC Iraq är en Irakisk TV-kanal. Kanalen startade sina sändningar den 17 februari 2019. Kanalen ägs av Middle East Broadcasting Centre.